# Gustav Leffers
Gustav Leffers (ur. 2 stycznia 1895 w Wilhelmshaven, zm. 27 grudnia 1916 w okolicach Cerisy we Francji) – as lotnictwa niemieckiego z 9 zwycięstwami w I wojnie światowej.
Gustav Leffers przed wybuchem I wojny światowej studiował inżynierię morską. Zaraz po wybuchu wojny zgłosił się na ochotnika do niemieckich sił powietrznych Luftstreitkräfte. Po przejściu szkolenia lotniczego, w połowie lutego 1915 roku został przydzielony jako pilot do jednostki obserwacyjnej FFA32.  Leffers bardzo szybko awansował. 25 lipca 1915 roku został mianowany podporucznikiem. Po przejściu kolejnego szkolenia z pilotażu samolotów bojowych zaczął latać na nowych samolotach Fokker z serii jednopłatowych myśliwców (niem. Eindekker). 5 listopada, w czasie podchodzenia do lądowania, jego Fokker uległ wypadkowi, jednak sam Leffers nie odniósł większych obrażeń i już w miesiąc później odniósł swoje pierwsze zwycięstwo powietrzne. Do końca marca 1916 roku miał już na swym koncie cztery potwierdzone zwycięstwa powietrzne. W kwietniu 1916 roku KEK Bantheville zostało na krótko przemianowane na Abwerr Kommando Nord, aby w sierpniu 1916 roku stać się eskadrą myśliwską Jagdstaffel 1. 
W jednostce Leffers odniósł kolejne 4 zwycięstwa i 5 listopada 1916 roku został odznaczony najwyższym pruskim odznaczeniem wojskowym Pour le Mérite.
27 grudnia 1916 roku, lecąc samolotem Albatros D.II, został zestrzelony i zginął w okolicach Cerisy w departamencie Somme. Zwycięstwo zostało przypisane porucznikowi Johnowi Bowley Questedowi. 

## Odznaczenia
- Pour le Mérite – 5 listopada 1916
- Królewski Order Rodu Hohenzollernów
- Krzyż Żelazny I Klasy
- Krzyż Żelazny II Klasy
- Krzyż Fryderyka Augusta (Oldenburg)